# Jaime Lusinchi
Jaime Ramon Lusinchi (27 tháng 5 năm 1924 – 21 tháng 5 năm 2014) là một chính trị gia Venezuela từng là Tổng thống Venezuela giai đoạn 1984 – 1989. Thời kỳ trị vì của ông được đặc trưng bằng cuộc khủng hoảng kinh tế, tốc độ tăng trưởng nợ nước ngoài, chính sách dân túy, khấu hao tiền tệ, lạm phát và tham nhũng làm trầm trọng thêm cuộc khủng hoảng của hệ thống chính trị.
Ông bị cáo buộc tham nhũng sau khi rời chức vụ tổng thống.